# Văsieni (Ialoveni)
Văsieni è un comune della Moldavia situato nel distretto di Ialoveni di 4.106 abitanti al censimento del 2004